# Запис Љубичића орах (Милошево)
Запис Љубичића орах (Милошево) се налази на парцели чији је власник Љубичић Славка.

## Локација
| Општина             | Јагодина                                                                    |
| Катастарска општина | Милошево                                                                    |
| Потес               | Виногради                                                                   |
| Координате          | 44° 06′ 12″ С; 21° 08′ 51″ И / 44.103200000000001° С; 21.147600000000001° И |
| Надморска висина    | 179m                                                                        |

## Карактеристике
Дендрометријске вредности утврђене на терену и сателитским снимцима:
| Стабло                     | Орах |
| Висина стабла              | m    |
| Обим дебла                 | m    |
| Пречник крошње             | 5m   |
| Пречник дебла              | m    |
| Висина дебла до прве гране | m    |

## База записа
Запис је у оквиру Викимедија пројекта "Запис - Свето дрво" заведен под редним бројем 1156.